# L'amore è più freddo della morte
L'amore è più freddo della morte è un film del 1969 diretto da Rainer Werner Fassbinder.

## Trama
Franz, un protettore di Monaco, si oppone strenuamente a lavorare per un potente sindacato criminale. Nel frattempo, sviluppa una profonda amicizia con l'affascinante e carismatico Bruno, ignaro che quest'ultimo sia in realtà un emissario del sindacato, incaricato di coinvolgerlo in attività illecite. L'obiettivo è ricattare Franz e costringerlo a unirsi alla loro organizzazione. Un giorno, Bruno si reca a Monaco per incontrare Franz. Non trovandolo all'indirizzo indicato, riesce a rintracciarlo grazie a Joanna, la fidanzata e protetta di Franz, che lavora sulla strada. Franz, infatti, si sta nascondendo per sfuggire alla vendetta di un turco che lo accusa dell'omicidio di suo fratello. Bruno si offre di aiutarlo e di risolvere la situazione. I tre, Franz, Joanna e Bruno, intraprendono un viaggio che si trasforma rapidamente in una spirale di violenza. Si procurano occhiali da sole e armi, e Bruno, con spietata freddezza, uccide il trafficante d'armi mentre se ne vanno. La scia di sangue continua: Bruno giustizia il turco in un caffè, poi una cameriera, e, successivamente, un poliziotto che li ferma per un controllo di routine fuori città. La devozione di Franz per Bruno è tale da arrivare a offrirgli di condividere anche Joanna. La polizia inizia a sospettare Franz degli omicidi e lo interroga, ma, senza prove concrete, sono costretti a rilasciarlo. Joanna, sempre più terrorizzata dalla natura spietata di Bruno, che aveva persino ucciso un suo cliente, decide di agire. Mossa dalla paura per Franz e da una sottile gelosia, rivela alla polizia il loro prossimo colpo: una rapina in banca. Bruno, nel frattempo, aveva pianificato di far uccidere Joanna da un sicario del sindacato durante il caos della rapina. Gli esiti di questo pericoloso intreccio saranno tragici.

## Produzione
L'amore è più freddo della morte è il primo lungometraggio del regista bavarese dopo due corti girati nel 1965 e nel 1967. Nel film è già presente, unitamente alla struttura triangolare di base (due uomini e una donna), il rapporto di padrone e vittima, tipico di Fassbinder. Girato a basso costo in 24 giorni nei dintorni di Monaco, il film fu presentato in anteprima al Festival di Berlino il 26 giugno 1969.